# Anoplotettix fuscovenosa
Anoplotettix fuscovenosa är en insektsart som beskrevs av Ferrari 1882. Anoplotettix fuscovenosa ingår i släktet Anoplotettix och familjen dvärgstritar. Inga underarter finns listade i Catalogue of Life.